# 罗斯定理
在几何学中，罗斯定理是关于三角形面积的一个定理。给定一个三角形，在它的三边上各取一点，并和对面的顶点相连。三条连线将会在三角形中央围出一个新的小三角形。罗斯定理给出了这个新三角形的面积与三角形边上三个点的位置的关系。罗斯定理可以看成是塞瓦定理的一种推广。

## 历史
这个定理最早由爱德华·约翰·罗斯于1896年在其著作《论解析静力学及例子》一书的第82页中提出。当{\displaystyle x=y=z=2}时，结论就是所谓的七分三角形。

## 定理描述
设有一个三角形{\displaystyle ABC}，而{\displaystyle D}、{\displaystyle E} 与 {\displaystyle F} 分别是三角形的三条边 {\displaystyle BC}、{\displaystyle CA}和{\displaystyle AB}上的点。如果设 {\displaystyle BD=a}、{\displaystyle CE=b}、{\displaystyle AF=c}，以及{\displaystyle {\tfrac {CD}{BD}}}{\displaystyle =x}、{\displaystyle {\tfrac {AE}{CE}}}{\displaystyle =y}、 {\displaystyle {\tfrac {BF}{AF}}}{\displaystyle =z}，那么右图中红色的小三角形{\displaystyle \scriptstyle PQR}的面积占三角形{\displaystyle ABC}面积的比例就是： 
{\displaystyle {\frac {(xyz-1)^{2}}{(xz+x+1)(yx+y+1)(zy+z+1)}}}
这个三角形{\displaystyle \scriptstyle PQR}是由线段{\displaystyle AD}、{\displaystyle BE}和{\displaystyle CF}围出来的，或者可以看成将三角形{\displaystyle ABC}沿着{\displaystyle BD}、{\displaystyle CE}、{\displaystyle AF}剪裁而剩下的三角形。
当{\displaystyle BD}、{\displaystyle CE}、{\displaystyle AF}三线交于一点，那么由三角形面积为0可以推出{\displaystyle xyz=1}，这时就得到塞瓦定理。反过来如果{\displaystyle xyz=1}时，中间的三角形面积为0，也就是说{\displaystyle BD}、{\displaystyle CE}、{\displaystyle AF}三线交于一点，因此得出塞瓦定理的逆定理。

## 证明
设三角形{\displaystyle ABC} 面积为1。对三角形{\displaystyle ABD} 以及直线{\displaystyle FRC} 使用梅涅劳斯定理，得到：
{\displaystyle {\frac {AF}{FB}}\times {\frac {BC}{CD}}\times {\frac {DR}{RA}}=1}
因此{\displaystyle {\frac {DR}{RA}}={\frac {BF}{FA}}{\frac {DC}{CB}}={\frac {zx}{x+1}}}
于是三角形{\displaystyle ARC} 的面积：
{\displaystyle S_{ARC}={\frac {AR}{AD}}S_{ADC}={\frac {AR}{AD}}{\frac {DC}{BC}}S_{ABC}={\frac {x}{zx+x+1}}}
同理可得{\displaystyle S_{BPA}={\frac {y}{xy+y+1}}} 和 {\displaystyle S_{CQB}={\frac {z}{yz+z+1}}}
于是三角形{\displaystyle PQR} 的面积：
{\displaystyle \displaystyle S_{PQR}=S_{ABC}-S_{ARC}-S_{BPA}-S_{CQB}}
{\displaystyle =1-{\frac {x}{zx+x+1}}-{\frac {y}{xy+y+1}}-{\frac {z}{yz+z+1}}}
{\displaystyle ={\frac {(xyz-1)^{2}}{(xz+x+1)(yx+y+1)(zy+z+1)}}.}

## 七分三角形
当{\displaystyle x=y=z=2}时，D、E、F三点便是三角形{\displaystyle ABC}三条边的三等分点。由罗斯定理可以算出围成的小三角形{\displaystyle PQR} 的面积是原来三角形{\displaystyle ABC} 面积的七分之一。简单来说，就是：
如果将三角形的顶点和对边的三等分点连线，那么沿线剪裁后剩下的小三角形的面积是原来的七分之一。
这里所取的三等分点必须是“同向”的，即是说不能有两点同时“更靠近”同一个顶点。
根据R.J. 库克和G.V.伍德的回忆，某次在康奈尔大学的研讨会结束后的晚宴上，有人曾经向物理学家理查德·费曼提出过这个问题。费曼几乎把所有的晚宴时间都花在证明这个命题不成立上面，但最后还是证出它是正确的。因此这个面积为原三角形面积七分之一的三角形有时也被叫作“费曼三角形”。